# Човекът-вълк
„Човекът-вълк“ (на английски: The Wolfman) е американски филм на ужасите от 2010 г. на режисьора Джо Джонстън. „Човекът-вълк“ е римейк на едноименния филм от 1941 г., а сценарият е дело на Дейвид Селф и Андрю Кевин Уокър.

## Актьорски състав
| Актьор           | Роля                         |
| ---------------- | ---------------------------- |
| Бенисио дел Торо | Лорънс Талбът / Човекът-вълк |
| Антъни Хопкинс   | сър Джон Талбът              |
| Емили Блънт      | Гуен Конлиф                  |
| Хюго Уивинг      | инспектор Франсис Абърлайн   |
| Джералдин Чаплин | Малева                       |
| Арт Малик        | Сингх                        |
| Антъни Шер       | д-р Хонегер                  |
| Дейвид Скофийлд  | Най                          |
| Дейвид Стърн     | Кърк                         |
| Саймън Мерелс    | Бен Талбът                   |

## Награди и номинации
| Категория                       | Номиниран(и)                    | Резултат                    |
| Оскар (27 февруари 2011 г.)     | Оскар (27 февруари 2011 г.)     | Оскар (27 февруари 2011 г.) |
| ------------------------------- | ------------------------------- | --------------------------- |
| Най-добър грим                  | Най-добър грим                  | награда                     |
| Сатурн (23 юни 2011 г.)         |                                 |                             |
| Най-добър грим                  | Най-добър грим                  | награда                     |
| Най-добър хорър или трилър филм | Най-добър хорър или трилър филм | номинация                   |
| Най-добри декори                | Най-добри декори                | номинация                   |
| Най-добри костюми               | Най-добри костюми               | номинация                   |